# Myrar öster om Öjaren
Myrar öster om Öjaren este o arie protejată (arie specială de conservare — SAC, sit de importanță comunitară — SCI, arie de protecție specială avifaunistică — SPA) din Suedia întinsă pe o suprafață de 1.731,7 ha, integral pe uscat.

## Localizare
Centrul sitului Myrar öster om Öjaren este situat la coordonatele 60°42′52″N 16°55′40″E / 60.7145°N 16.9277°E.

## Înființare
Situl Myrar öster om Öjaren a fost declarat sit de importanță comunitară în ianuarie 1998 pentru a proteja 9 specii de animale. Alte tipuri de protecție:
- arie de protecție specială avifaunistică (în ianuarie 1998)[2]
- arie specială de conservare (în martie 2011)[1][3][4]

## Biodiversitate
Situată în ecoregiunea boreală, aria protejată conține 5 habitate naturale: Lacuri și iazuri distrofice naturale, Ape stătătoare oligotrofe până la mezotrofe, cu vegetație de Littorelletea uniflorae și/sau de Isoëto-Nanojuncetea, Mlaștini turboase de tranziție și turbării mișcătoare, Turbării active, Mlaștini împădurite.
La baza desemnării sitului se află mai multe specii protejate de  păsări (9): Bucephala clangula, becațină comună (Gallinago gallinago), cufundar mic (Gavia stellata), cocor (Grus grus), codobatura galbenă (Motacilla flava), culic mare (Numenius arquata), vultur pescar (Pandion haliaetus), ploier auriu (Pluvialis apricaria), fluierar de mlaștină (Tringa glareola).